# Трепов, Фёдор Владимирович
Фёдор Владимирович Трепов (1883—1915) — полковник лейб-гвардии Конной артиллерии, герой Первой мировой войны.

## Биография
Из потомственных дворян. Сын сенатора, члена Государственного совета Владимира Федоровича Трепова (1863—1918) и жены его Евгении Алексеевны Сирицы (ум. 1904).
По окончании Пажеского корпуса в 1902 году был выпущен подпоручиком в 1-ю конно-артиллерийскую батарею. 6 августа 1903 года переведен в Гвардейскую конно-артиллерийскую бригаду. Произведен в поручики 6 декабря 1906 года, в штабс-капитаны — 6 декабря 1910 года, в капитаны — 27 августа 1914 года.
В Первую мировую войну вступил в составе лейб-гвардии Конной артиллерии. 3 июля 1915 года назначен командующим 5-й батареей, а 30 июля произведен в полковники на вакансию с утверждением в должности. Удостоен ордена Св. Георгия 4-й степени
За то, что в бою 8 сентября 1915 года у д. Речки выдвинул свой наблюдательный пункт на 500 шагов от неприятельских цепей, откуда руководил огнем своей батареи, нанося противнику решительное поражение, чем дал возможность нашим войскам окончательно утвердиться на атакуемом пункте, причем тут же был убит ружейной пулей, смертью своей запечатлев содеянный им подвиг.
Похоронен на кладбище Выдубицкого монастыря.

## Награды
- Орден Святой Анны 4-й ст. с надписью «за храбрость» (ВП 25.01.1915)
- Орден Святого Владимира 4-й ст. с мечами и бантом (ВП 6.02.1915)
- Орден Святой Анны 3-й ст. с мечами и бантом (ВП 15.03.1915)
- Орден Святого Георгия 4-й ст. (ВП 29.07.1916)
- Орден Святого Станислава 2-й ст. с мечами (ВП 2.09.1916)